# Condado de Carroll (Missouri)
O Condado de Carroll é um dos 114 condados do estado americano de Missouri. A sede do condado é Carrollton, e sua maior cidade é Carrollton. O condado possui uma área de 1 819 km² (dos quais 20 km² estão cobertos por água), uma população de 10 285 habitantes, e uma densidade populacional de 6 hab/km² (segundo o censo nacional de 2000). O condado foi fundado em 1833.